# Смит (окръг, Канзас)
Вижте пояснителната страница за други значения на Смит.
Окръг Смит (на английски: Smith County) е окръг в щата Канзас, Съединени американски щати. Площта му е 2323 km², а населението - 4121 души. Административен център е град Смит Сентър.